# Dolichoderus gurnetensis
Dolichoderus gurnetensis é uma espécie de formiga do gênero Dolichoderus.